# FK Enerhetyk-BDU
FK Enerhetyk-BDU (hviderussisk: ФК Энергетык-БДУ tr. FK Enerhetyk-BDU; russisk: Энергетик-БГУ tr. Energetik-BGU, normalt bare kendt som Enerhetyk-BDU) er en hviderussisk fodboldklub fra Minsk. BDU er et akronym for det hviderussiske statsuniversitet.
Klubben spiller i landets bedste liga, og har hjemmebane på RTSAR-BDU stadion. Klubben blev grundlagt i 1995 (FK Zorka).

## Historiske navne
- 1995 – Zorka (ru:Svesda)
- 1998 – Zorka-VA-BDU (ru:Svesda-VA-BGU)
- 2005 – Zorka-BDU (ru:Svesda-BGU)
- 2017 – Enerhetyk-BDU

## Historiske slutplaceringer
| Sæson | Niveau | Liga             | Placering | Kilde  |
| ----- | ------ | ---------------- | --------- | ------ |
| 2002  | 1.     | Wysjejsjaja Liha | 12.       | [ 1 ]  |
| 2003  | 1.     | Wysjejsjaja Liha | 12.       | [ 2 ]  |
| 2004  | 1.     | Wysjejsjaja Liha | 13.       | [ 3 ]  |
| 2005  | 1.     | Wysjejsjaja Liha | 13.       | [ 4 ]  |
|       |        |                  |           |        |
| 2014  | 2.     | Persjaja liha    | 9.        | [ 5 ]  |
| 2015  | 2.     | Persjaja liha    | 10.       | [ 6 ]  |
| 2016  | 2.     | Persjaja liha    | 10.       | [ 7 ]  |
| 2017  | 2.     | Persjaja liha    | 7.        | [ 8 ]  |
| 2018  | 2.     | Persjaja liha    | 2.        | [ 9 ]  |
| 2019  | 1.     | Wysjejsjaja Liha | 12.       | [ 10 ] |
| 2020  | 1.     | Wysjejsjaja Liha | 10.       | [ 11 ] |
| 2021  | 1.     | Premjer-liha     | 12.       | [ 12 ] |
| 2022  | 1.     | Premjer-liha     | 2.        | [ 13 ] |

## Nuværende trup
Pr. marts 2024.
| Nr. | Land         | Position | Spiller                |
| --- | ------------ | -------- | ---------------------- |
| 1   | Hviderusland | MM       | Konstantin Veretynskiy |
| 6   | Hviderusland | MI       | Ivan Aheyew            |
| 7   | Usbekistan   | MI       | Amirbek Bakayev        |
| 13  | Hviderusland | MM       | Denis Seledtsov        |
| 15  | Hviderusland | FO       | Andrey Markevich       |
| 17  | Hviderusland | MI       | Matvey Borisevich      |
| 20  | Hviderusland | MI       | Danila Chul            |

| Nr. | Land         | Position | Spiller           |
| --- | ------------ | -------- | ----------------- |
| 24  | Rusland      | MI       | Aleksei Savchenko |
|     | Hviderusland | FO       | Yegor Lukashenko  |
|     | Hviderusland | FO       | Ilya Kazakow      |
|     | Rusland      | MI       | Magomed Tagayev   |